# Draba daviesiae
Draba daviesiae är en korsblommig växtart som först beskrevs av Charles Leo Hitchcock, och fick sitt nu gällande namn av Reed Clark Rollins. Draba daviesiae ingår i släktet drabor, och familjen korsblommiga växter. Inga underarter finns listade i Catalogue of Life.